# 그리스의 주

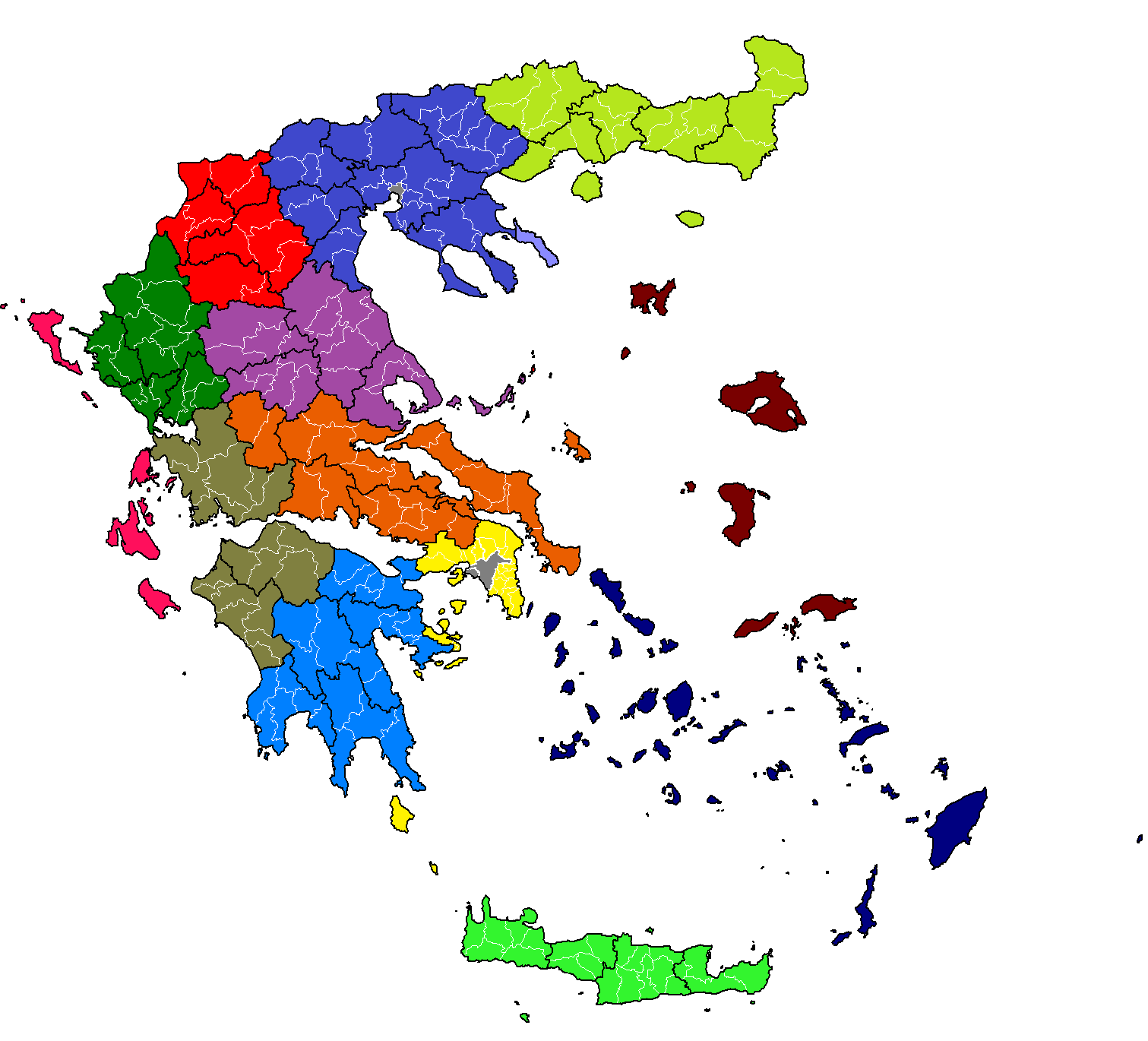
2011년 이후의 행정 구역. 각각의 색으로 칠해진 페리페리아(지방), 검은 선으로 구분된 페리페리아 키에노티타(현), 흰 선으로 구분된 디모스(시)가 나타내어져 있다. 아토스산과 아테네 수도권은 다른 지방과 구분되는 별도의 색으로 칠해져 있다.

이 문서에서는 그리스의 행정 구역에 대해 설명한다. 아울러 그리스의 지방 행정 체계에 대해서도 언급한다.
그리스에서는 2010년부터 '칼리크라티스 개혁'(Πρόγραμμα Καλλικράτης)이라 불리는 지방 행정 체계의 대규모 개혁이 이루어졌고, 이에 따라 2011년 1월 1일을 기점으로 기존의 행정구역이 크게 개편되었다. 그리스 전 국토는 13개의 '페리페리아(주), 74개의 페리페리아키 에노티타(현), 325개의 디모스(시)로 구성되어 있다. 지방자치단체는 2단계로, 디모스가 기초자치단체, 페리페리아가 광역자치단체이다.
그리스의 주권 지역에 속하는 특수한 지역으로는 중앙마케도니아 남쪽의 아토스산 수도원 공화국이 있다. 이 지역은 그리스 정교의 수도원들에 의한 특별 자치 지역으로 인정되고 있으며, 그리스의 일반적인 행정구역 및 지방자치 제도상의 예외적인 사례에 해당한다.

## 행정구역 계층

### 페리페리아

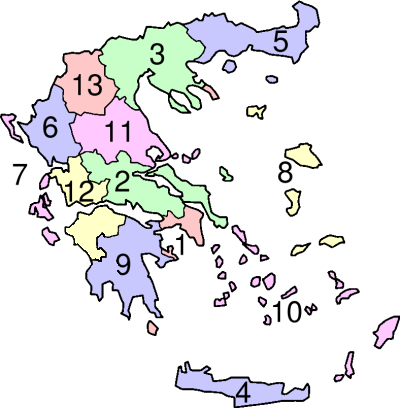
13개의 페리페리아

페리페리아(περιφέρεια / periféria ; regions, 주)는 그리스의 광역지방자치단체이다. 일본 국가기관의 자료를 참고하면 "주"로 번역되는 것 외에, "지방"이라는 명칭도 사용될 수 있다.
주지사(περιφερειάρχης / periferiarchis)와 주의회(περιφερειακό συμβούλιο / periferiako symvoulio)는 보통 5년마다 선거를 한다.
현재 그리스에는 13개(본토 9개, 도서 4개)의 페리페리아가 있으며, 이는 칼리크라티스 개혁 이전과 같다. 아래 표의 번호는 오른쪽 지도의 번호(영어 표기 알파벳순)와 일치한다. 또한 "철자"란의 그리스 문자 표기는 그리스어 위키백과의 해당 항목에 링크되어 있다. 인구는 2001년을 기준으로 작성되었다.
|    | 행정구역명          | 철자                                                         | 주도       | 면적 (Km²) | 인구      |
| -- | ------------------- | ------------------------------------------------------------ | ---------- | ---------- | --------- |
| 1  | 아티키              | Αττική Attikí                                                | 아테네     | 3,808      | 3,761,810 |
| 2  | 중앙그리스          | Στερεά Ελλάδα Stereá Elláda                                  | 라미아     | 15,549     | 605,254   |
| 3  | 중앙마케도니아      | Κεντρική Μακεδονία Kentrikí Makedonía                        | 테살로니키 | 18,811     | 1,872,370 |
| 4  | 크레타              | Κρήτη Kríti                                                  | 이라클리오 | 8,336      | 601,131   |
| 5  | 동마케도니아 트라키 | Ανατολική Μακεδονία και Θράκη Anatolikí Makedonía kai Thráki | 코모티니   | 14,157     | 611,067   |
| 6  | 이피로스            | Ήπειρος Ípiros                                               | 이오아니나 | 9,203      | 353,820   |
| 7  | 이오니아 제도       | Ιόνια νησιά Iónia nisiá                                      | 케르키라   | 2,307      | 212,984   |
| 8  | 북에게              | Βόρειο Αιγαίο Vório Egéo                                     | 미틸리니   | 3,836      | 206,016   |
| 9  | 펠로폰네소스        | Πελοπόννησος Pelopónnisos                                    | 트리폴리   | 15,490     | 638,942   |
| 10 | 남에게              | Νότιο Αιγαίο Nótio Egéo                                      | 에르무폴리 | 5,286      | 302,686   |
| 11 | 테살리아            | Θεσσαλία Thessalía                                           | 라리사     | 14,037     | 753,848   |
| 12 | 서그리스            | Δυτική Ελλάδα Ditikí Elláda                                  | 파트라     | 11,350     | 740,351   |
| 13 | 서마케도니아        | Δυτική Μακεδονία Ditikí Makedonía                            | 코자니     | 9,451      | 301,539   |

### 페리페리아키 에노티타
페리페리아키 에노티타(περιφερειακή ενότητα / periferiaki enotita ; regional unit)는 페리페리아를 구성하는 하위 행정구역이다. 칼리크라티스 개혁 이전 구 제도상의 노모스(현)의 후신이라고 할 수 있으며, '현'이라는 명칭으로도 번역된다..
과거의 노모스는 광역자치단체로서의 지위를 가졌지만, 노모스의 지방자치단체로서의 지위는 칼리크라티스 개혁에 의해 폐지되고 페리페리아를 구성하는 하위 행정구역으로서만의 지위를 갖는 페리페리아키 에노티타로 개편되었다. 각 페리페리아키 에노티타는 주지사와 같은 선거구에서 선택된 부지사(αντιπεριφερειάρχης)가 장이 된다.
대다수의 페리페리아키 에노티타는 과거 노모스의 영역을 계승했지만, 노모스가 분할된 곳들도 있어 모든 곳이 반드시 일치하지는 않는다. 제도 개혁 이전에 노모스는 그리스 전국에 51개가 있었으나 개혁 후 페리페리아키 에노티타는 전국에 74개가 있다.

### 디모스
디모스(δήμος / dímos ; municipalities, 시)는 그리스의 기초지방자치단체이다. 디모스는 시장(δήμαρχος)과 시의회(δημοτικό συμβούλιο)에 의해 운영되며, 통상 5년마다 선거를 치른다. 칼리크라티스 개혁 이후 그리스 전국은 325개의 디모스로 구성되어 있다.

#### 디모스의 하위 구분
디모스의 하위 행정구역 단위는 다음과 같이 구분된다.
- 디모스(δήμος)
  - 디모티키 에노티타(δημοτική ενότητα)
    - 디모티키 키노티타(δημοτική κοινότητα)
    - 토피키 키노티타 (τοπική κοινότητα)

디모티키 에노티타(δημοτική ενότητα)는 디모스를 구성하는 하위 행정구역을 의미하며, 칼리크라티스 개혁 이전 구 기초자치단체(디모스와 키노티타)의 후신이라고 할 수 있다.
디모티키 에노티타는 두 종류의 키노티타(Κοινότητα / Koinótita)로 구분된다. "키노티타"(κοινότητα) 또는 "퀴노티스"(Κοινότης)는 "공동체(커뮤니티)"를 의미하는 말로, 도시 공동체를 나타내는 디모티키 키노티타와 촌락 공동체를 나타내는 토피키 키노티타의 두 가지가 있다. 이 둘을 나누는 인구 기준은 일반적으로 2,000명이다.
이 키노티타는 원래 전통적으로 이어져오던 마을 공동체를 근대에 들어 지방 행정구역 단위로 개편하여 도입한 것으로, 이탈리아의 코무네 또는 스페인의 무니시피오에 상당한다고 할 수 있다. 칼리크라티스 개혁 이전까지는 디모스와 함께 상위 지자체인 노모스에 속하는 기초자치단체로서의 지위를 가졌으나, 개혁에 따라 키노티타의 지방자치단체로서의 지위는 폐지되고 디모스의 산하 행정 구역 단위로만 남게 되었다. 현행 체계에서, 키노티타는 의회를 가질 수 있긴 하지만 키노티타 의회의 역할은 어디까지나 행정 당국에 대한 조언에 그치는 정도이다.

## 연혁

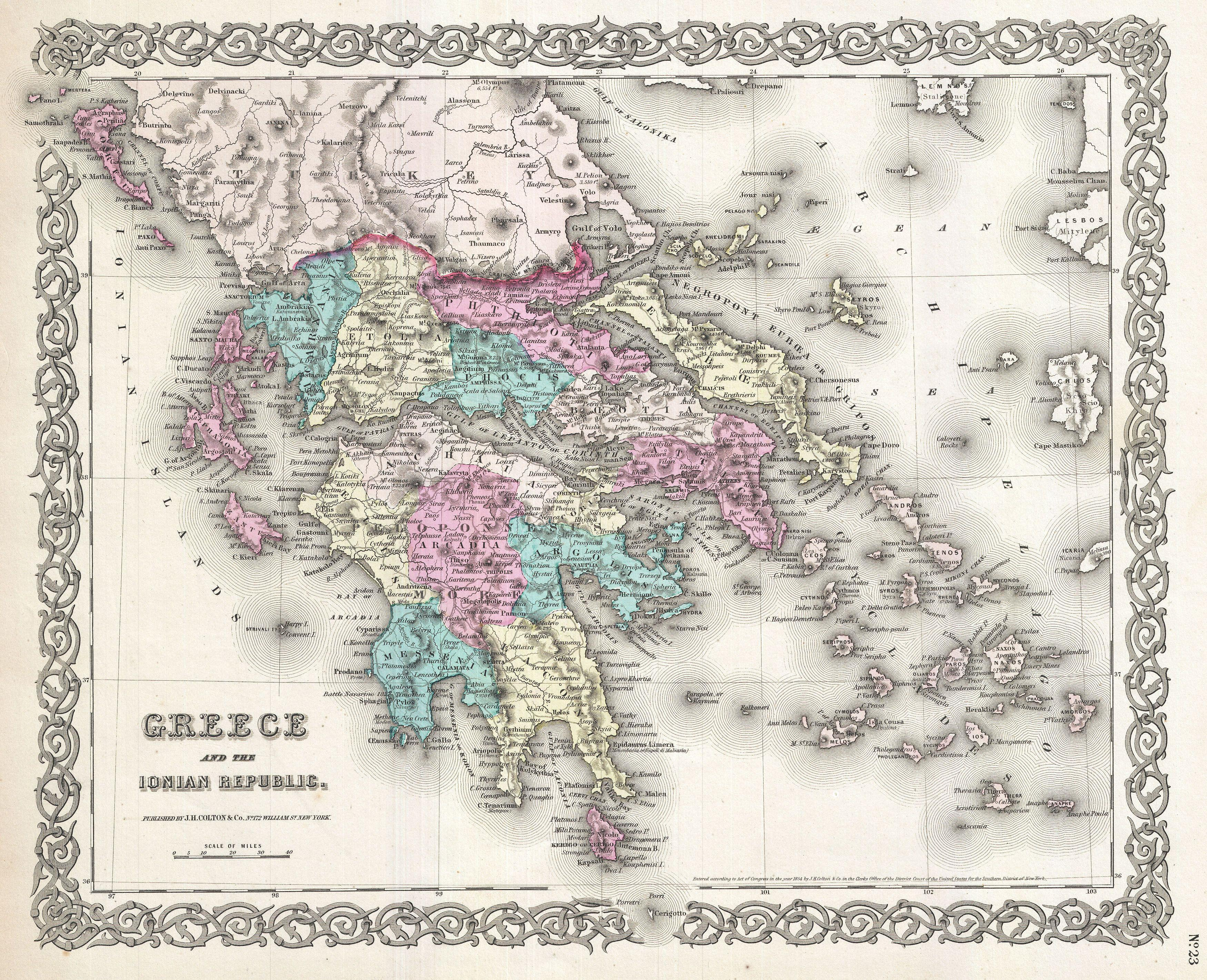
1855년 그리스와 이오니아 제도의 지도

근대 그리스 최초의 행정구역은 1828년 그리스 독립 전쟁 중이었던 그리스 제1공화국 임시정부에서 초대 대통령인 요안니스 카포디스트리아스에 의해 제정되었다. 당시 임시정부가 지배하고 있던 펠로폰네소스 반도와 에게 해의 섬들은 13개의 지방으로 나누어져 구분되었다.
이후 그리스의 독립이 이루어져 그리스 왕국이 건국되자, 1833년에 초대 국왕 오톤에 의해 행정구역 개편이 이루어졌다. 전 국토(당시 그리스 왕국 영토는 펠로폰네소스 반도, 그리스 본토, 키클라데스 제도만으로 이루어져 있었음)는 10개의 노모스(νομούς; 현)와 42개의 에파르치아(επαρχία; 군)로 나누어졌고, 말단 행정 구역 단위로서 디모스(도시)를 두었다. 디모스의 장은 국왕이 임명하도록 하였으며, 그때까지의 디모스(도시 공동체)나 키노티스(촌락 공동체)가 가지고 있던 자치권은 부정되었다.
1836년에 노모스와 에파르치아를 폐지하고 전국을 30개의 지방행정구역(Διοίκηση)으로 나누는 행정구역 개편이 단행되었지만, 1843년 쿠데타가 발생하여 입헌군주제가 도입되자 1845년에 다시 행정구역 개편이 이루어져 기존의 10개 노모스와 42개 에파르치아를 부활시켜 재도입했고 7개 에파르치아를 추가로 신설하여 전국을 10개의 노모스와 49개의 에파르치아로 나누었다.
오톤 국왕이 폐위된 후 뒤를 이어 즉위한 요르요스 1세 재위기에 그리스 왕국은 확장을 계속하여 1864년에는 이오니아 제도, 1881년에는 테살리아를 합병하였으며, 1899년의 행정구역 개편에 의해 노모스의 수는 26개로 늘어났다. 이후 1909년의 행정구역 개편을 통해 노모스의 수가 16개로 재조정되었으며, 1912년에 이피로스, 1913년에 크레타를 합병함에 따라 1912년의 행정구역 개편을 비롯한 이후 몇 차례의 재조정을 거쳐 1920년대에는 35개의 노모스가 있었다.
제2차 세계 대전이 끝난 후인 1947년, 이탈리아령이었던 도데카니사 제도가 그리스의 영토가 됨으로써 그리스의 현재 영역이 획정되었다.
1971년 기준으로 그리스 전역에는 아테네 수도권과 아토스산을 제외하고 52개의 노모스와 256개의 디모스, 5,805개의 키노티타가 있었다. 1971년, 그리스 군사 정권 통치기에 행해진 행정구역 개편에 의해 페리페리아라는 행정구역 단위를 도입하고 전국을 7개의 페리페리아로 나누었으나 이는 1973년 파파도풀로스 정권을 무너뜨린 디미트리오스 요안니디스의 쿠데타 이후 폐지되었다.
이후 1997년에 다시 행해진 행정구역 개편에 의해 행정구역으로서의 에파르치아는 폐지되고 지리적인 구분으로만 남게 되었으며 전국이 13개의 페리페리아와 51개의 노모스, 900개의 디모스와 133개의 키노티타로 나누어지게 되었다.

## 같이 보기
- 그리스의 현
- ISO 3166-2:GR

1. ↑  지방으로 번역한 예 (후생노동성 검역소) <kr/moreinfo/topics/2010/08191156.html “그리스 중앙 마케도니아 지역에서 웨스트나일 바이러스 감염 발생(일반 여행자용)” |url= 값 확인 필요 (도움말). 후생노동성 검역소. 2010년 8월 19일. 다음 글자 무시됨: ‘2012-02-18’ (도움말)> 및 그리스 국가기관인 그리스 투자센터 (ELKE) <“투자장려법 개요” (PDF). 그리스 투자센터(ELKE). 2012년 2월 18일에 확인함.[깨진 링크(과거 내용 찾기)]>. '광역행정지역' '지역'으로 번역하는 예로 공동통신 배포기사 <{{웹 인용| url=http://www.47news%5B깨진+링크(과거+내용+찾기)%5D. kr/CN/201011/CN2010111501000560.html | title=그리스 지방선거로 여당 승리, 정권의 개혁 지지 질문한다 | publisher=공동통신 | date=2010년 11월 15일 |
2. ↑  그리스 주재 일본 대사관 「운전면허증 전환취급 사무소 일람 보관됨 2012-12-11 - 웨이백 머신」에서는 「동아티카현」 「서아티카현」 등을 사용하고 있다.